# 象限儀

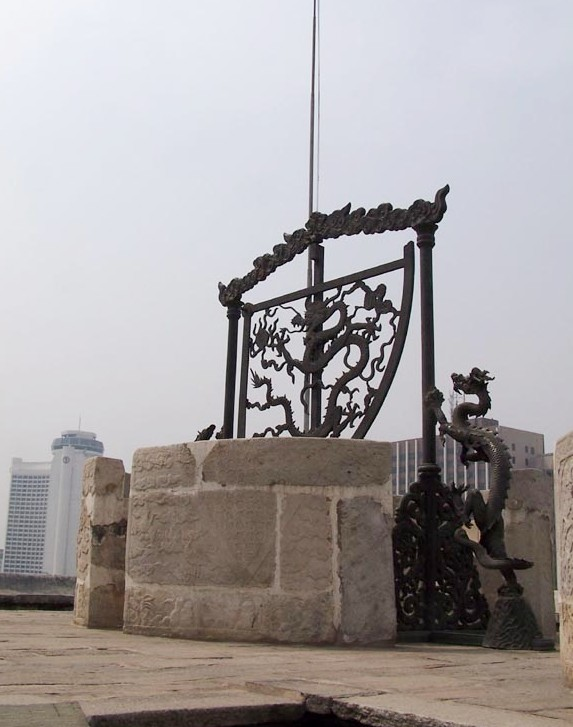
北京古觀象台的一個巨大框架象限儀。它建於1673年。

象限儀是一種測量儀器，可用於量測90°以內的角度。這種儀器的不同版本會使用不同的量測單位呈現計算的各種讀數，如經度、緯度和一天中的時間。最早有記錄的使用是在古印度梨俱吠陀時期李希·阿低利（Rishi Atri）觀察日食。然後，托勒密提出它是一種更好的星盤。後來中世紀穆斯林天文學家製作了該儀器的幾種不同變體。牆象限儀在18世紀的歐洲是重要的天文儀器，建立了位置天文學的用途。

## 詞源學
「象限」一詞的意思是四分之一，指的是該儀器的早期版本來自星盤。象限儀將星盤的工作濃縮成星盤表面四分之一大小的區域；它基本上是星盤的四分之一。

## 歷史

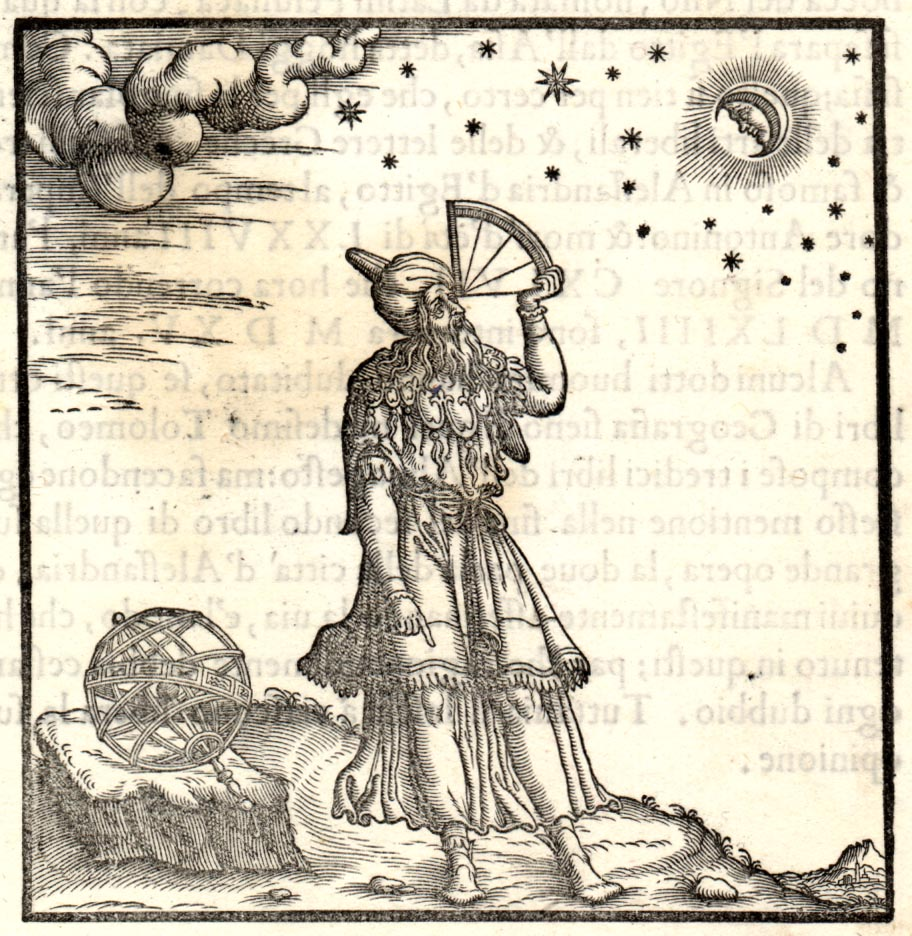
使用象限儀中的托勒密。

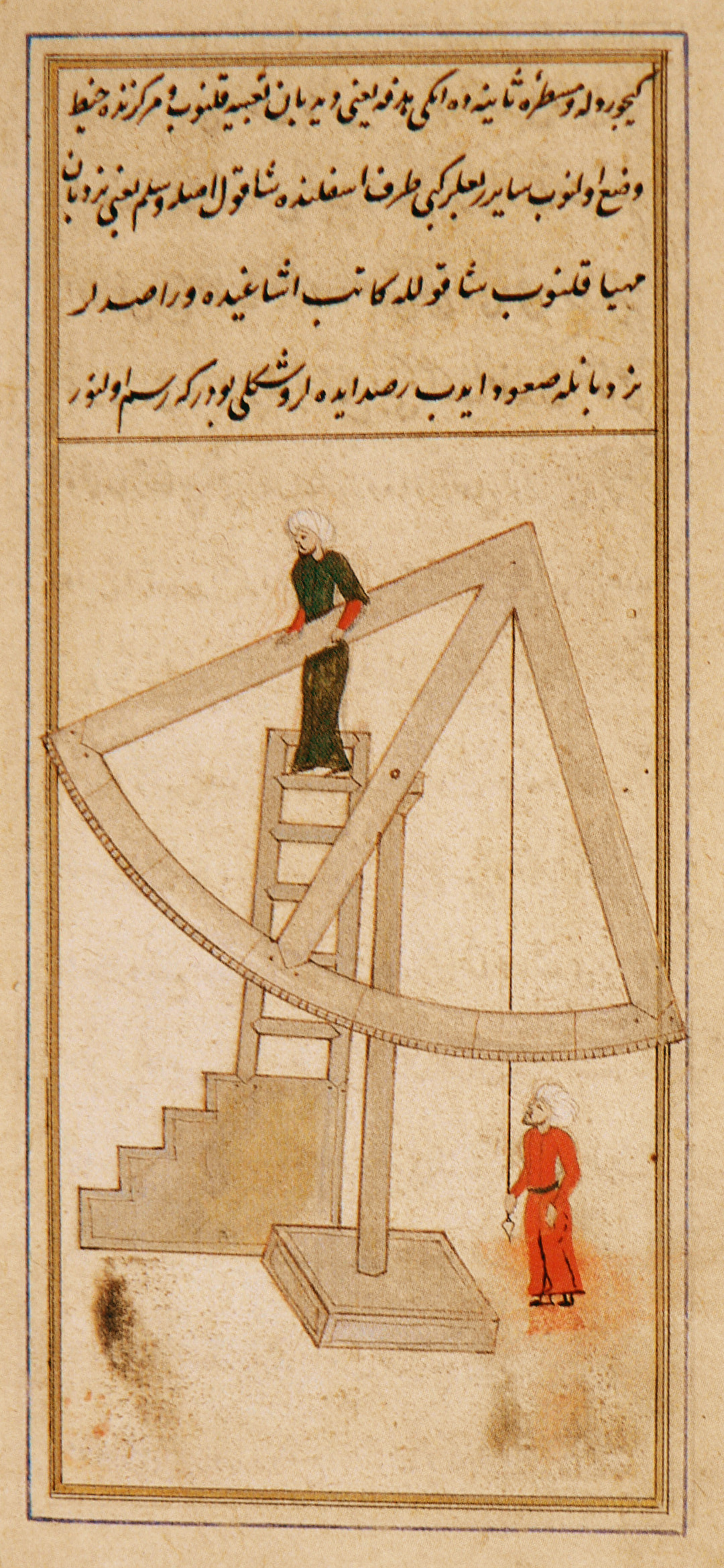
土耳其插圖中的象限儀。

在古印度的梨俱吠陀時期，稱為「圖雷亞姆（Tureeyam）」的象限被用來量測大日食的程度。李希-阿低利在《梨俱吠陀》第五篇曼荼羅中描述了使用「圖雷亞姆」觀測日食，最有可能是在西元前1,500年至西元前1,000年之間。
西元150年左右，托勒密的《天文學大成》也對象限進行了早期描述。他描述了一種「基座」，可以通過將支柱的陰影投影到90度的刻度弧上來量測正午太陽的高度。這個象限儀不同於後來版本的儀器；它更大，由幾個可移動的部件組成。托勒密的版本是星盤的衍生物，這個基本裝置的目的是量測太陽的子午線角度。
中世紀的伊斯蘭天文學家改進了這些想法，並在整個中東地區構建了象限儀，在馬拉蓋、伊朗雷伊和撒馬爾罕等天文台。起初，這些象限儀通常非常大且穩固，可以旋轉到任何方向，以給出任何天體的高度和方位角。隨著伊斯蘭天文學家在天文理論和觀測精度方面的進步，他們在中世紀及以後開發了四種不同類型的象限儀。其中第一個是正弦象限儀，由穆罕默德·伊本·穆薩·花拉子米於9世紀在巴格達的智慧之家發明。:128 其它類型包括通用象限儀、時間象限儀和星盤象限儀。
在中世紀，這些儀器的知識傳播到了歐洲。在13世紀，猶太天文學家雅各布·本·馬赫·伊本·提本在進一步發展象限儀方面發揮了至關重要的作用。他是一位經驗豐富的天文學家，寫了幾本關於這個主題的書，其中包括一本有影響力的書，詳細介紹了如何構建和使用改進版的象限儀。他發明的象限儀被稱為「新象限儀（novus quadrans）」。該設備具有革命性，因為它是第一個不涉及多個運動部件的象限儀，因此可以更小、更便於攜帶。
提本的希伯來語手稿被翻譯成拉丁文，幾年後丹麥學者Peter Nightingale對其進行了改進。由於翻譯，提本或拉丁語中的「Prophatius Judaeus」成為天文學中一個有影響力的名字。他的新象限儀基於這樣一個想法，即如果星盤的各個部分被折疊成一個象限，定義平面球面星盤的赤道平面投影仍然可以工作。結果是一種比標準星盤便宜得多、更容易使用、更便攜的設備。提本的作品影響深遠，影響了哥白尼、克里斯托佛·克拉烏和伊拉斯謨·萊因霍爾德；他的手稿在但丁的《神曲》中被引用。
隨著象限儀變得更小，因此更便於攜帶，它對導航的價值很快就得到了實現。1461年，迪奧戈·戈梅斯首次記錄了使用象限儀在海上導航。水手們首先量測北極星的高度，以確定它們的緯度。這種象限儀的應用通常歸因於在非洲東海岸進行貿易的阿拉伯水手，他們經常在看不見陸地的地方旅行。由於北極星在赤道以南不可見，因此在給定時間量測太陽的高度很快變得更加普遍。
在1618年，英國數學家艾德蒙·岡特進一步修改了象限儀，發明了一種被稱為「岡特象限儀」的東西。這個口袋大小的象限儀是革命性的，因為它刻有熱帶、赤道、地平線和黃道的投影。有了正確的表格，人們可以使用象限儀來找到時間、日期、白天或黑夜的長度、日出和日落的時間以及子午線。岡特象限儀非常有用，但也有其缺點；刻度僅適用於特定緯度，因此該儀器在海上的使用受到限制。

## 類型
象限有幾種類型：

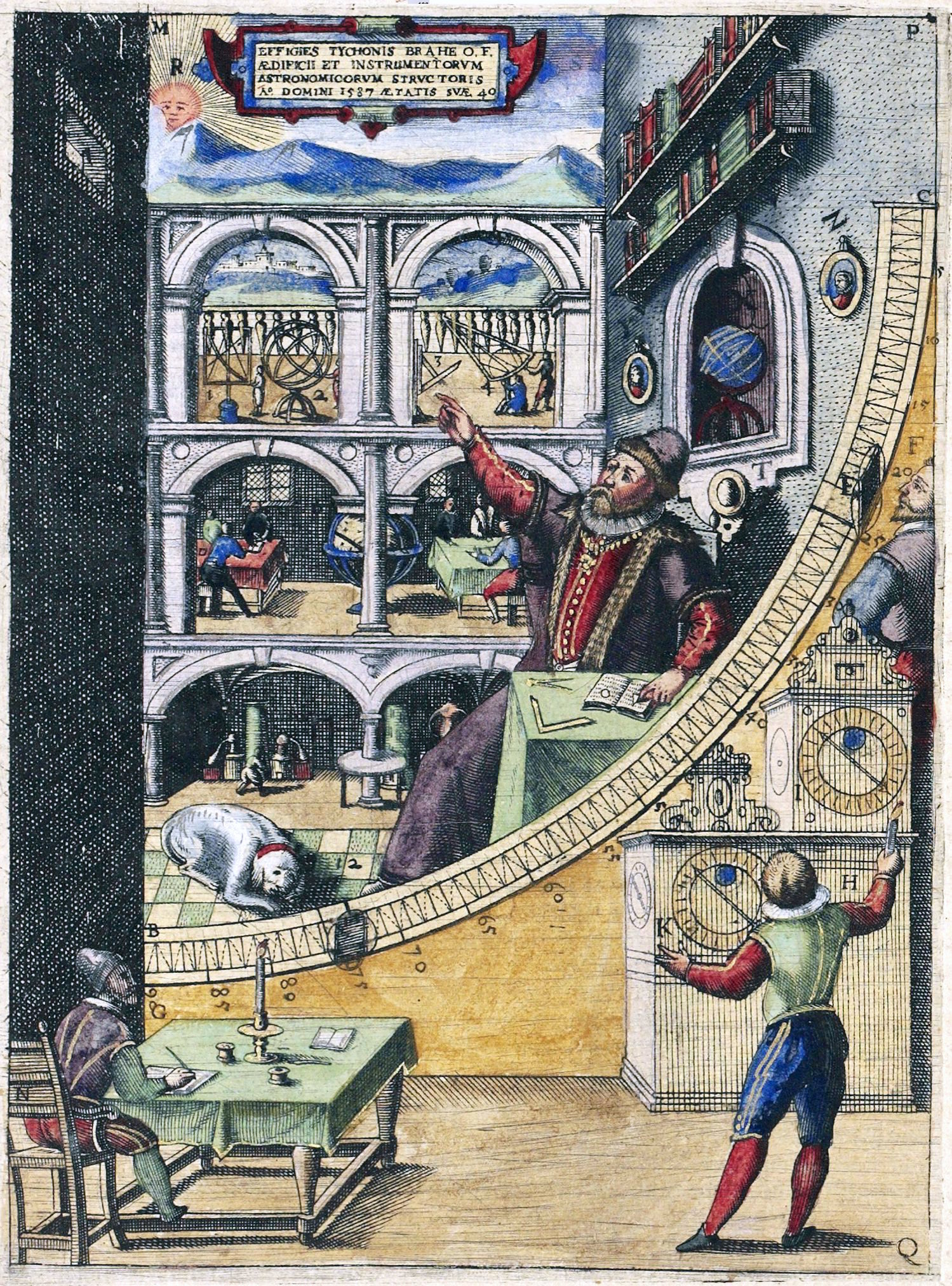
雕刻的第谷·布拉厄於1598年在烏拉尼堡的牆象限儀，描繪了兩個時鐘。

- 牆象限儀，用於通過量測天體的海拔來確定時間。第谷·布拉厄製造了最大的牆象限儀之一。為了顯示時間，他在象限儀旁邊放置兩個時鐘，這樣他就可以根據儀器側面的測量值識別分和秒[14]。
- 用於量測天體之間角距離的大型框架式儀器。
- 測量員和導航員使用的幾何象限儀。
- 大衛斯象限儀是導航員用來量測天體高度的一種緊湊、有框架的儀器。

它們也可分為：

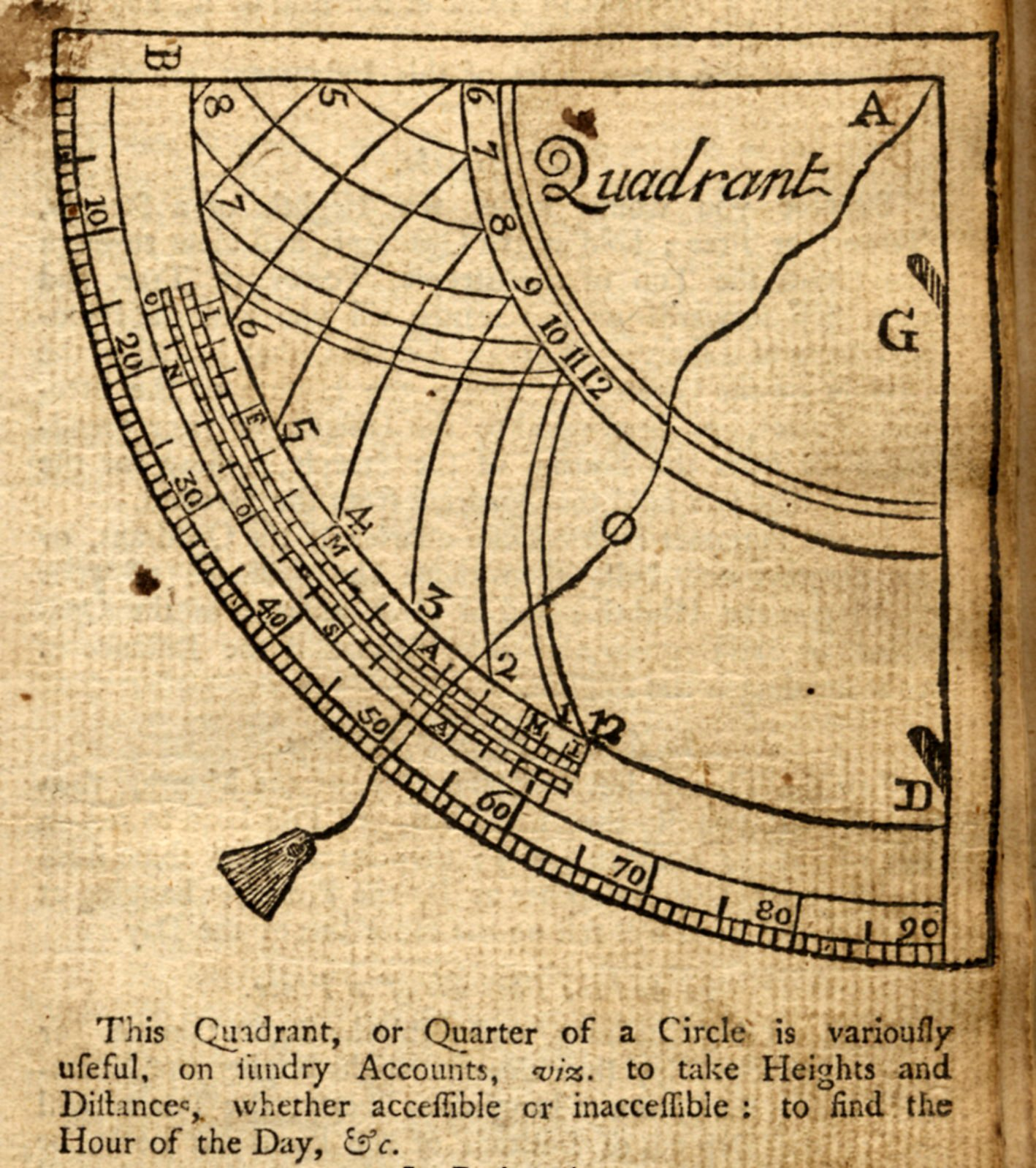
霍雷里象限儀，緯度約為51.5°，如1744年的教學文字所示：「要查找一天中的小時數：把線放在一個月的某一天，然後按住它，直到你把小珠子或針尖滑到12點鐘的一條線上；然後讓太陽從視線G照射到視線D，自由懸掛的線錘，珠子將停留在當天的時間（小時）。」

- 高度：帶有鉛垂線的平面象限儀，用於獲取物體的高度。
- 砲兵的：一種由炮兵使用的傾角儀（英语：Inclinometer），用於量測火炮或迫擊炮槍管的仰角或俯角，以驗證正確的射擊仰角，並驗證武器上安裝的火控裝置的正確對齊。
- 岡特象限儀：一種象限儀，使用象限儀的刻度和曲線以及相關表格，用於確定時間以及一天的長度、太陽升起和落下的時間、日期和子午線。它是由艾德蒙·岡特於1623年發明的。岡特象限儀相當簡單，這使得它在17世紀和18世紀得到了廣泛而持久的使用。岡特擴展了其它象限的基本特徵，創造了一種方便而全面的儀器[16]。它的顯著特徵包括熱帶、赤道、黃道和地平線的投影[13]。
- 伊斯蘭的：國王確定了穆斯林天文學家產製的四種象限儀[6]。

1. 正弦象限儀（英语：Sine quadrant）（阿拉伯文：Rubul Mujayyab）：也稱為「線性象限儀」，用於解决三角函數問題和進行天文觀測。它是花拉子米在9世紀的巴格達開發的，一直流行到19世紀。它的定義特徵是一側有一個類似方格紙的網格，在每個軸上劃分為60個相等的間隔，也由一個90度的刻度弧界定。一根繩子用珠子和鉛錘連接到象限的頂點，用於計算。它們有時也被繪製在星盤的背面。
2. 通用象限儀（沙克卡齊亞象限儀）：用於解决任何緯度的天文問題。於十四世紀在敘利亞開發，這種象限儀有一組或兩組沙卡齊亞網格。一些星盤也在背面上印有通用象限儀，就像伊本·阿爾-薩拉傑創造的星盤一樣。
3. 霍雷里象限儀（The horary quadrant）：用於計算與太陽的時間，時間象限可用於計算相等或不等的時間（一天的長度除以十二）。為相等或不相等的時間創建了不同的標記集。為了量測等時時間，基於近似公式，時象限只能用於一個特定的緯度，而不等時象限可以用於任何地方。象限儀的一個邊緣必須與太陽對齊，一旦對齊，連接到象限中心的鉛垂線上的一個珠子就會顯示一天中的時間。日期為1311年的英國版本於2023年12月由佳士得拍賣行列出，聲稱是「最早的英國科學儀器」，但沒有顯示任何來源[17]。另一個例子存在於1396年，來自歐洲的資料來源（英國的理查二世）[18]。最古老的霍雷里象限儀是在2013年漢薩同盟城鎮聚特芬（荷蘭語：Zutphen）的一次發掘中發現的，其年代約為西元1,300年，現藏於聚特芬當地的市立博物館[19][20]。
4. 星盤/地平緯圈象限儀：由星盤發展而來的象限儀。這個象限儀用典型星盤板的一半標記，因為星盤板是對稱的。一根從象限儀中心連接起來的繩子，另一端有一個珠子，被移動以代表天體（太陽或恆星）的位置。黃道和星星的位置標記在象限的上面。目前尚不清楚星盤象限儀是在何時何地發明的，現有的星盤象限儀起源於奧斯曼帝國或馬穆魯克帝國，而已經發現了十二世紀的埃及和十四世紀的敘利亞關於星盤象限儀的論文。這些象限儀被證明是非常受歡迎的星盤替代品。

## 幾何象限儀

幾何象限與鉛垂擺錘。

幾何象限儀是一個四分之一圓板，通常由木頭或黃銅製成。表面上的標記可以列印在紙上並粘貼到木頭上或直接塗在表面上。銅製儀器的標記直接刻在黃銅上。
沿著一條邊緣，有兩個觀察窗組成一個照準儀。一個鉛垂羽飾由一條線從弧線中心的頂部懸掛著。
為了測量恆星的高度，觀察者將通過瞄準鏡觀察恆星並握住象限儀，使儀器的平面垂直。鉛垂擺錘被允許垂直懸掛，線表示弧的刻度 上的讀數。由第一個人則專注於觀察和握住儀器的正確位置，而第二個人進行讀數，這種情況並不少見。
該儀器的精度受到其尺寸以及風或觀察者的運動對鉛垂擺錘的影響的限制。  對於在移動船舶甲板上的導航員來說，這些限制可能很難克服。

### 太陽觀測

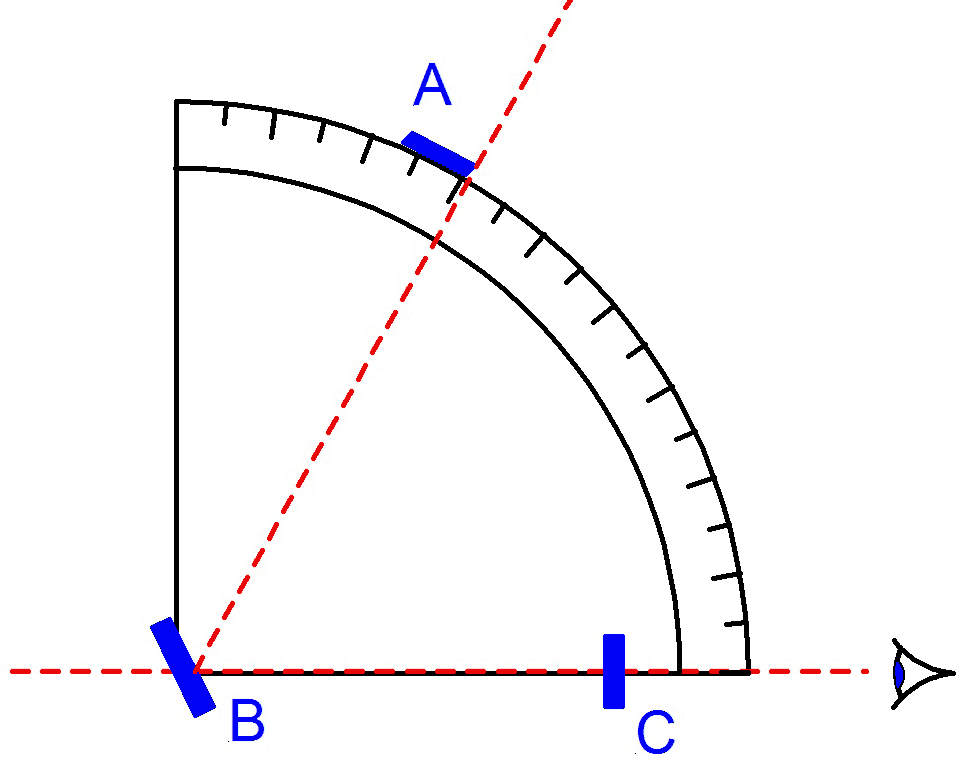
圖繪製的是後向觀察象限儀。該儀器以背杖的方式使用，通過觀察儀器上陰影的位置來測量太陽的高度。

為了避免直視太陽來量測其高度，導航員可以將儀器放在他們面前，太陽放在他們身邊。通過將朝向太陽的瞄準葉片投射到較低的瞄準葉片上，可以將儀器對準太陽。必須注意確保確定太陽中心的高度。這可以通過平均陰影中本影上下的高度來實現。

### 後向觀察象限儀
為了量測太陽的高度，開發了一個後向觀測象限儀。
有了這樣一個象限儀，觀察者從「觀察窗」（右圖中的C）穿過其上的狹縫觀察「地平線標」（B），這確保了儀器的水准。觀察者將「投影葉片」（A）移動到刻度尺上的一個位置，使其投下的陰影與地平線標上的地平線水准重合。這個角度就是太陽的仰角。

## 框架象限儀
大的框架象限儀用於天文量測，特別是確定天體的高度。  它們可能是永久性的裝置，如牆象限儀。較小的象限儀可以移動。與類似的天文六分儀一樣，它們可以在垂直平面上使用，也可以在任何平面上調整。
當放置在基座或其它支架上時，它們可用於量測任何兩個天體之間的角距離。
它們的構造和使用細節與天文六分儀基本相同； 詳情請參閱那篇文章。
海軍：用於測量船上火炮的仰角，在裝載後，必須將象限儀放置在每門火炮的耳軸上，以判斷射程。讀數是在船的橫搖頂部進行的，火砲經過調整和檢查，再次在橫搖頂部，他走到下一門火砲前，直到所有要發射的火炮都調整好。船上的炮手得到了通知，炮手又通知了船長...你可以在準備好的時候開火...在下一個橫搖頂部，火炮將被發射。
在更現代的應用中，象限儀連接到耳軸環或大型艦炮上，以將其與焊接到船甲板上的基準對齊。這樣做是為了確保火炮的射擊不會「扭曲甲板」。炮臺或炮塔上的平面也會根據基準進行檢查，以確保大型軸承和/或軸承座圈沒有發生變化...「校準」這些火炮。

## 定制化
在中世紀，製造商經常添加定制功能，以給象限儀所針對的人留下深刻印象。 在大的儀器上未使用的空間中，通常會添加一個印章或徽章，以表示重要人物的所有權或所有者的忠誠。

## 外部連結
- Gunter's Quadrant Article on the Gunter's Quadrant (PDF)
- Gunter's Quadrant （页面存档备份，存于） Simulation of Gunter's Quadrant (requires Java)
- A working quadrant in coin form （页面存档备份，存于）
- Richard II (1396) era equal hour horary quadrant （页面存档备份，存于） (pictures):
  - back, with tables （页面存档备份，存于）
  - front, with watch angles （页面存档备份，存于）